# Pieter Meulener
Pieter Meulener noto anche come Peter Meulenaer, Pieter Meulenaer, Peeter Meulenaer, Peter Meulener, Peter Molenaer o Pieter Molenaer (Anversa, 18 febbraio 1602 – Anversa, 27 novembre 1654) è stato un pittore fiammingo, uno dei più importanti di scene di battaglia della metà del XVII secolo.

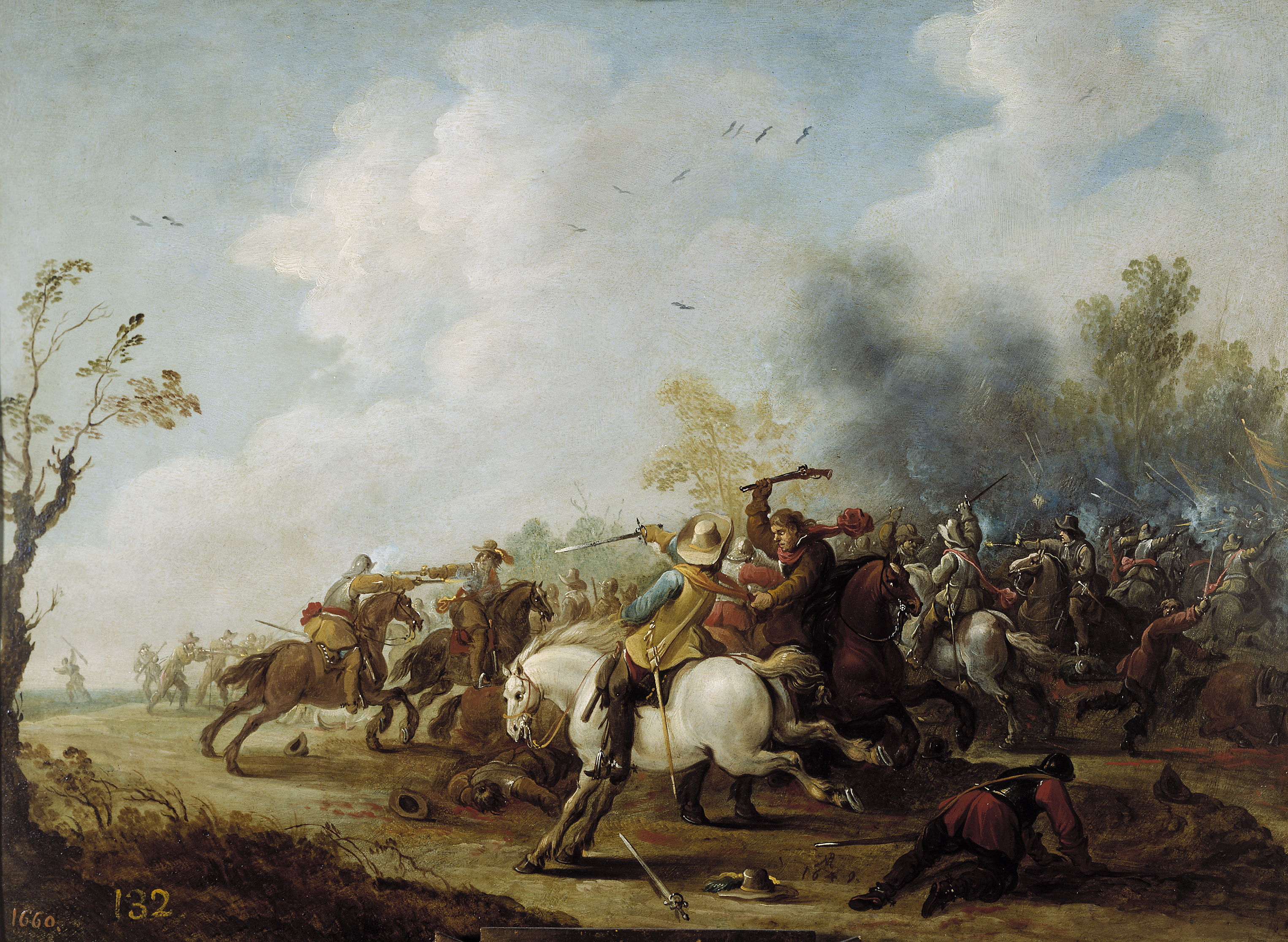
Schermaglia di cavalleria, Museo del Prado, Madrid.

Dipinse anche paesaggi con scene di genere.

## Biografia

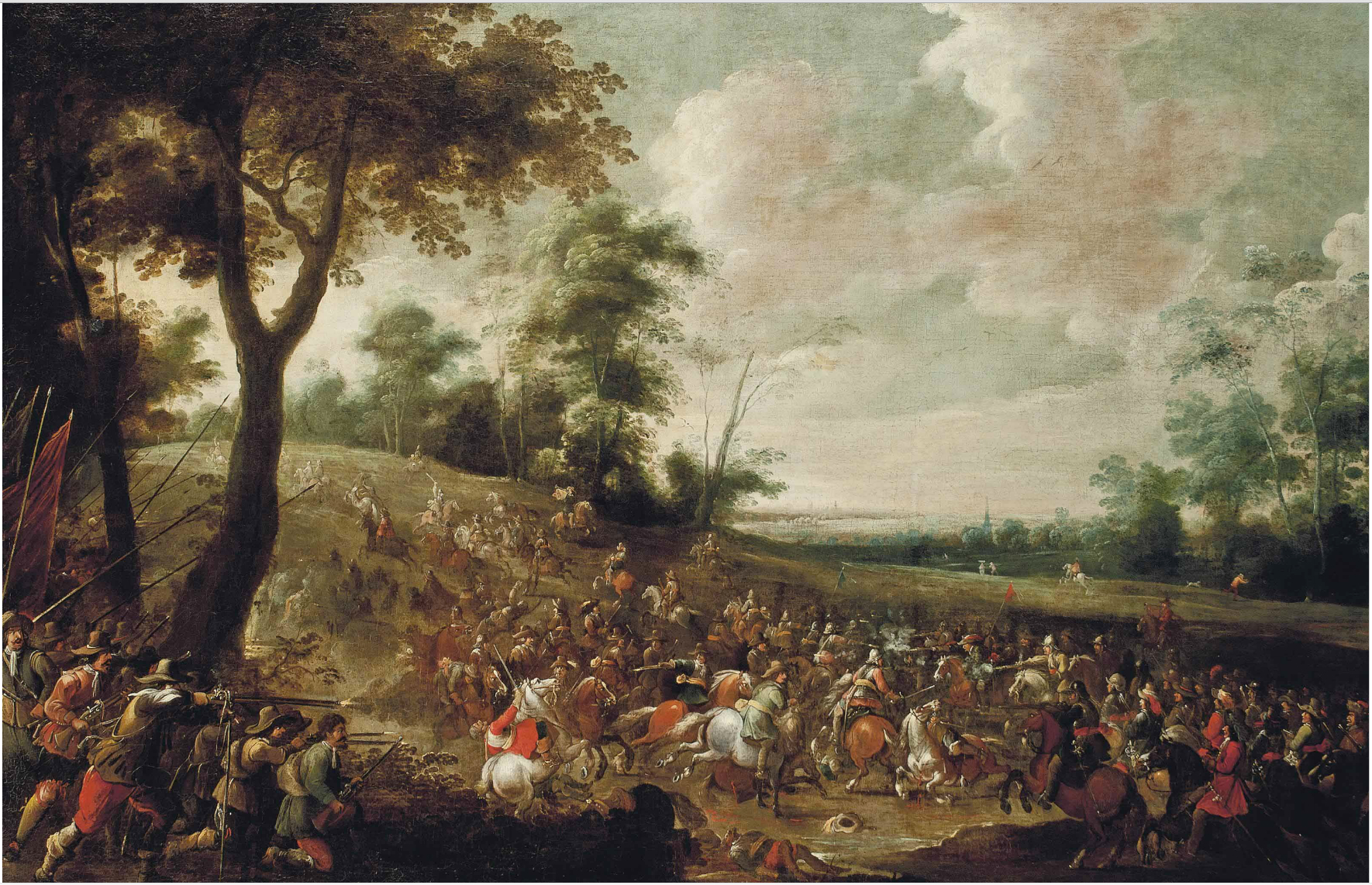
Una schermaglia di cavalleria.

Era figlio del pittore di genere Jan de Meuleneer e di Elizabeth Floris e fu battezzato il 18 febbraio 1602 nella Cattedrale di Anversa. Suo nonno era il pittore fiammingo del Rinascimento Cornelis Molenaer che era noto per i suoi paesaggi. Si presume che sia stato iniziato alla pittura da suo padre Jan che si era iscritto alla Corporazione di San Luca di Anversa nel 1598. Pieter si iscrisse alla Corporazione nel 1631 come "wijnmeester" significando che era il figlio o il fratello di un membro effettivo. Probabilmente si sposò lo stesso anno con Maria Hendrickx.
Non essendo stati scoperti lavori datati, è probabile che inizialmente abbia assistito suo padre nel suo laboratorio, iniziando ad operare in proprio dal 1642.
Dovette avere successo poiché fu in grado di affittare una lussuosa residenza. Quando morì, nel 1654, fu registrato come se avesse una figlia di 20 anni e un figlio di 15 anni.

## Opere

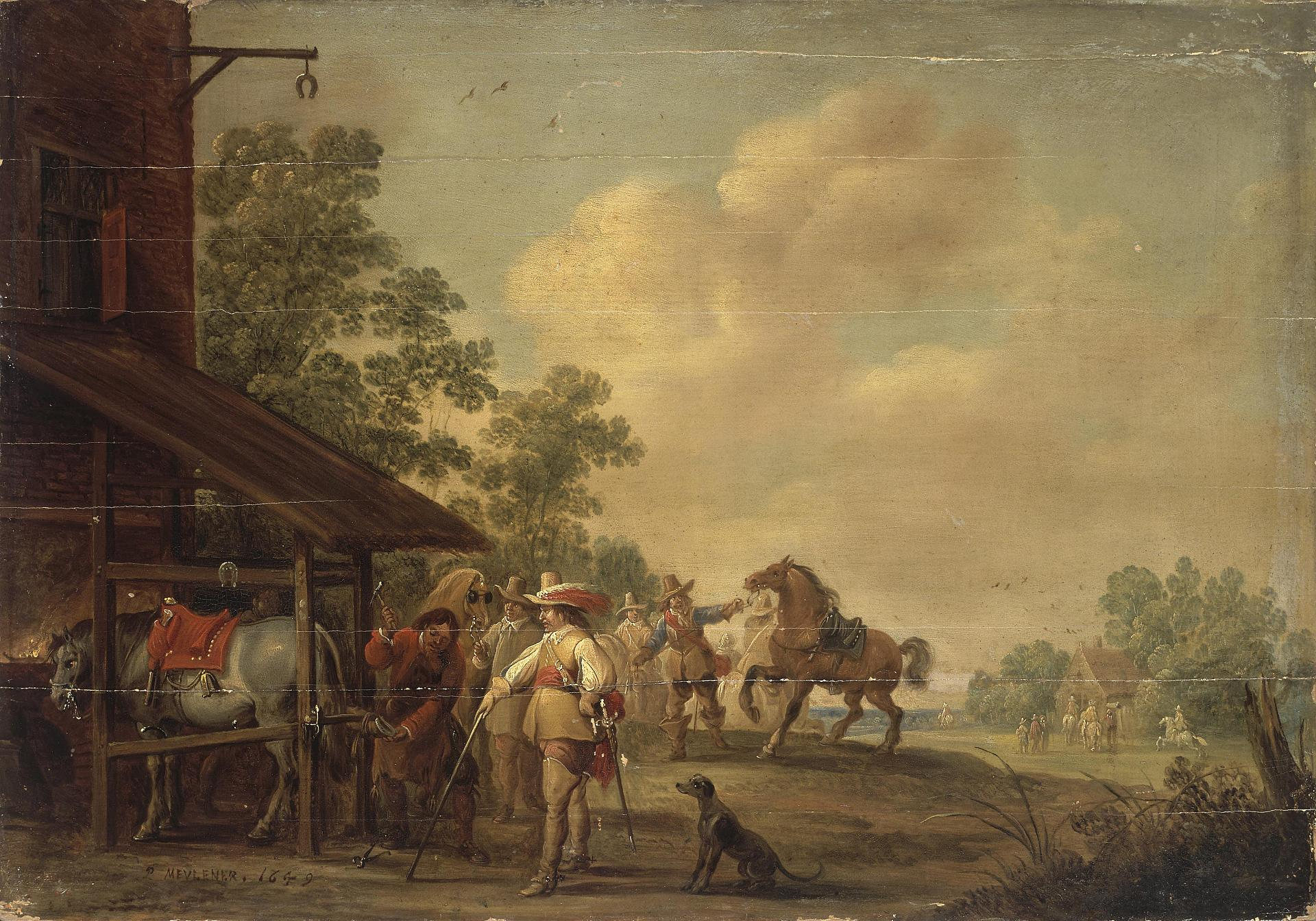
Maniscalco.

Fu in grado di affermarsi come uno dei principali pittori di battaglie, ma era anche conosciuto per i suoi paesaggi. Le sue opere sono solitamente datate e firmate con "P.MEVLENER". Occasionalmente usava il monogramma "PM" (in legatura, la P centrale in cima alla M). I lavori firmati con questo monogramma sono stati a lungo considerati di Pieter de Molijn.
Le sue opere si trovano in importanti musei come il Museo del Prado, l'Ermitage, il Rijksmuseum e il Louvre.

### Scene di battaglia
Le sue scene di battaglia raffigurano schermaglie di cavalleria, attacchi ai convogli militari e ai viaggiatori, raffigurando quei soggetti dal lato fiammingo della Guerra degli ottant'anni e della Guerra dei trent'anni. Il suo tema preferito era la battaglia di cavalleria e il suo solito modo di rappresentarlo era quello di porre una faticosa schermaglia di cavalleria in una certa area della composizione. Mentre alcuni artisti di guerra fiamminghi come Pieter Snayers dipingevano scene di battaglia che rappresentavano vere battaglie in modo topografico e analitico, Meulener mirava solo a rappresentare le battaglie in una forma generale. 
Le sue scene di battaglia mostrano somiglianze con quelle di Sebastiaen Vrancx, il primo artista fiammingo ad affrontare questo argomento. Alcuni storici credono che Meulener potrebbe aver studiato con Vrancx.
La sua tavolozza di colori è vicina a quella di Pieter Snayers, che fu allievo di Sebastiaen Vrancx.  Dopo il 1645 I suoi colori divennero più chiari sotto l'influenza delle scene di battaglia dei pittori olandesi, come Pieter de Neyn, Jan Jacobsz van der Stoffe, Abraham van der Hoef e in particolare Palamedes Palamedesz I, nella misura in cui le loro scene di battaglia possono essere confuse.

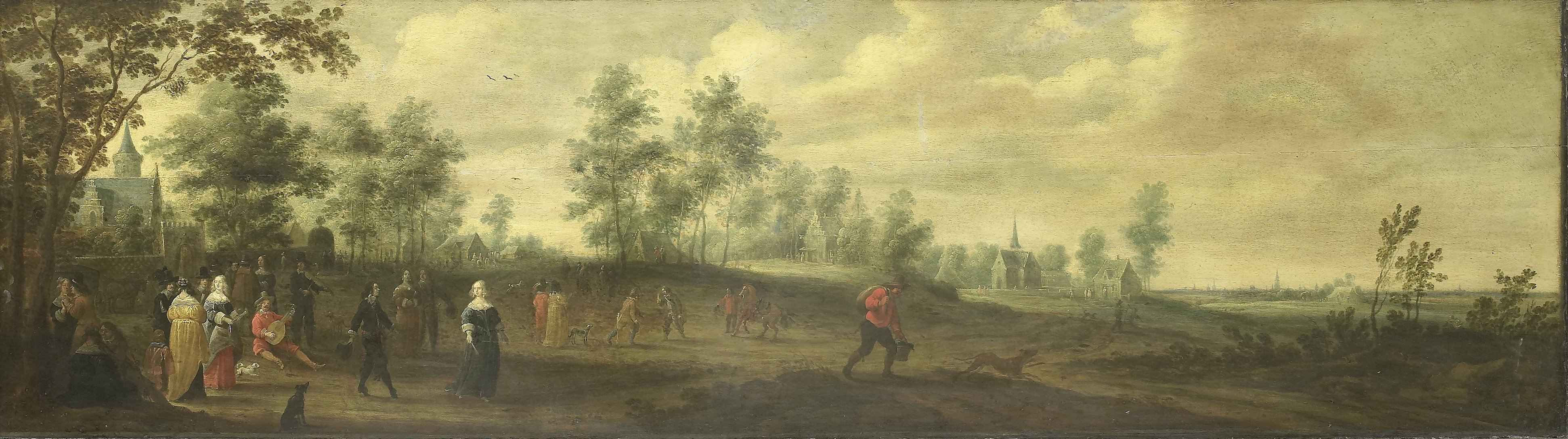
Paesaggio con coppia danzante.

### Paesaggi
I suoi paesaggi includono tipicamente scene di genere. Un esempio interessante è il Paesaggio con coppia danzante datato 1645. È dipinto sul coperchio decorato di un clavicembalo di Anversa. Il paesaggio mostra una zona all'esterno di un villaggio dove un gruppo di persone si stanno godendo le attività all'aperto. A sinistra una coppia balla alla musica di un suonatore di liuto e di un violinista. Sulla destra c'è un uomo con una borsa sulla spalla.
L'opera Vista del castello di Hemiksem venduta da Sotheby's nell'asta del 9 giugno 1982, lotto 110, è anch'essa di Pieter Meulener, quindi sembra che abbia anche dipinto paesaggi topografici.

### Collaborazioni
Come era usanza ad Anversa nel XVII secolo, Meulener collaborò con altri artisti nelle composizioni. Un'illustrazione di tale collaborazione è Un vasto paesaggio con una schermaglia di cavalleria su una cresta (venduto da Christie's il 6 luglio 2007 a Londra, lotto 147) in cui egli dipinse le immagini e David Teniers il Giovane il paesaggio.

## Note

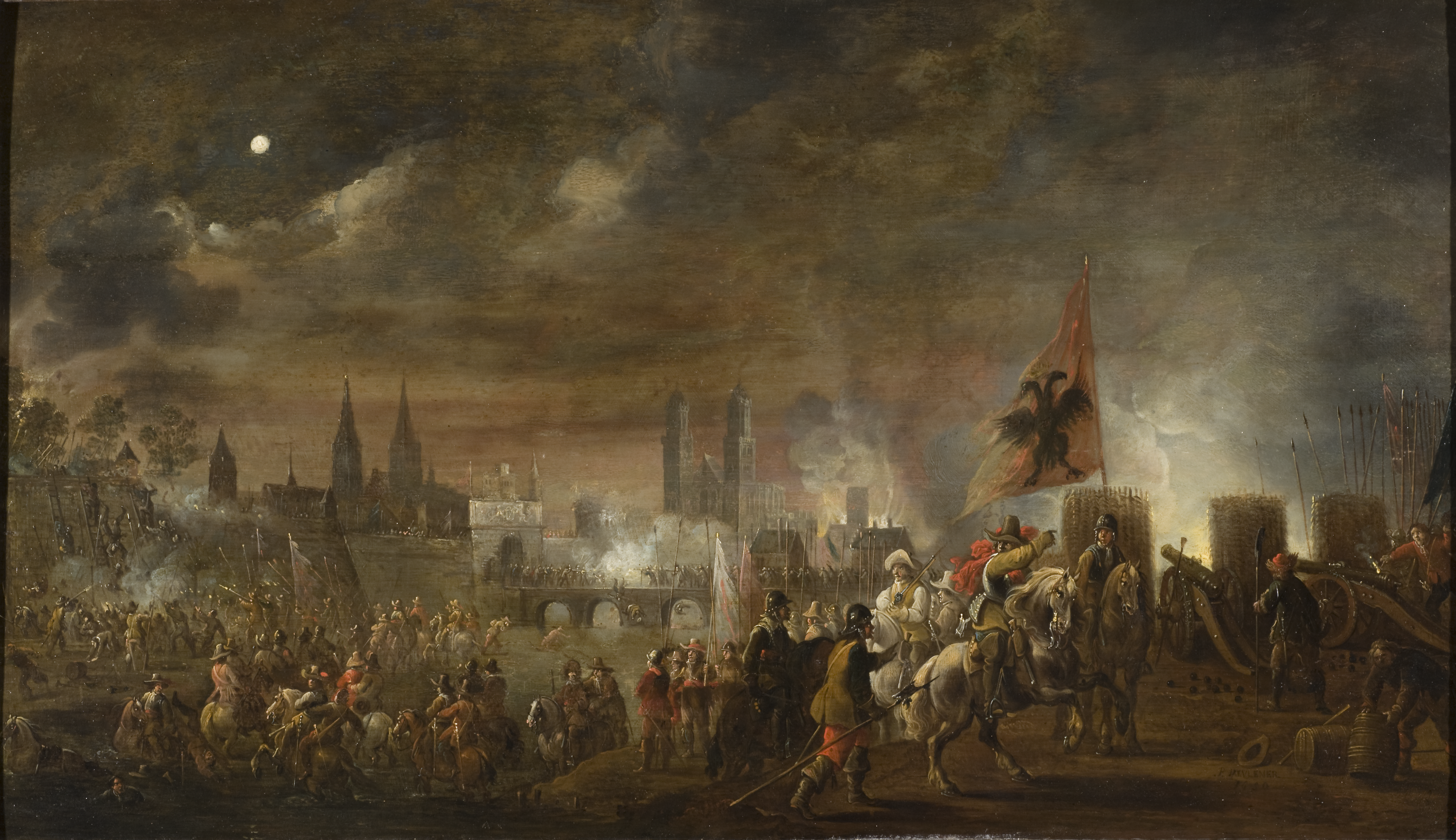
L'assedio di Magdeburgo (1631)